# Antoni Dzierżyński
Antoni Dzierżyński (ur. 25 czerwca 1942 w Nowym Sączu, zm. 10 marca 2017) – polski polityk, poseł na Sejm I kadencji.

## Życiorys
Z wykształcenia technik, w 1961 ukończył Technikum Kolejowe we Wrocławiu, po czym pracował w zawodzie. W latach 80. związany z opozycją demokratyczną w Lubinie, był członkiem redakcji związkowego pisma „Gazeta Lubińska”.
W wyborach w 1991 uzyskał mandat posła na Sejm I kadencji. Został wybrany w okręgu jeleniogórsko-legnickim z listy Wyborczej Akcji Katolickiej (należał wówczas do Zjednoczenia Chrześcijańsko-Narodowego). W trakcie kadencji przystąpił do koła poselskiego Unii Polityki Realnej. Zasiadał w Komisji Polityki Przestrzennej, Budowlanej i Mieszkaniowej. Z legnickiej listy UPR bez powodzenia ubiegał się o reelekcję w wyborach w 1993.
Pochowany na cmentarzu komunalnym w Legnicy (F3/14/10).